# Marcus Nonius Arrius Mucianus
Marcus Nonius Arrius Mucianus war ein römischer Politiker und Senator Anfang des 3. Jahrhunderts n. Chr.
Mucianus stammte aus Verona. Er war vielleicht ein Sohn des Marcus Nonius Arrius Mucianus Manlius Carbo, Suffektkonsul wahrscheinlich unter Kaiser Commodus, und Enkel des Marcus Nonius Macrinus, Suffektkonsul im Jahr 154. Seine Ehefrau war Sextia Asinia Polla.
Mucianus wurde 201 zusammen mit Lucius Annius Fabianus ordentlicher Konsul und bekleidete seit dem Jahr 204 das Priesteramt eines quindecimvir sacris faciundis. In Verona wurde er als Kurator und Patron wegen seiner Stiftungen mit einer Statue geehrt.